# Paweł Brodowski
Paweł Brodowski (ur. 22 września 1947 we Wrocławiu) – polski muzyk grający na kontrabasie i gitarze basowej, dziennikarz muzyczny, od 1980 redaktor naczelny czasopisma „Jazz Forum” sprawujący tę funkcję przeszło 40 lat, z wykształcenia anglista.

## Życiorys
Syn Leona Brodowskiego (1918–2013) i Danuty z d. Grygiel (1921–2015). W 1954 zamieszkał w Warszawie. Absolwent stołecznego VI Liceum Ogólnokształcącego im. Tadeusza Reytana (1964) i Instytutu Lingwistyki Stosowanej Uniwersytetu Warszawskiego. Specjalizował się w języku angielskim, początkowo jako student Wyższego Studium Języków Obcych UW (istniało ono w latach 1963–1971 jako poprzednik Instytutu Lingwistyki Stosowanej UW, utworzonego w 1972). 
W latach 1963–1966 grał na kontrabasie, następnie na gitarze basowej w zespole Chochoły. W 1966 był gitarzystą basowym w grupie Czterech, a w 1967 gitarzystą basowym w pierwszym składzie zespołu Akwarele kierowanego przez Czesława Niemena, z którym w 1967 nagrał album Dziwny jest ten świat, nagrodzony Złotą Płytą. Współpracował również z grupą Pesymiści.
W 1972 rozpoczął pracę w redakcji „Jazz Forum”, a w 1980 roku został jego redaktorem naczelnym. W 2022 obchodził pięćdziesięciolecie pracy w redakcji „Jazz Forum”. Redaktor serii Polish Jazz oraz, przez ponad 20 lat, dyrektor artystyczny Międzynarodowego Festiwalu Pianistów Jazzowych w Kaliszu. Jeden z jurorów festiwalu jazzu tradycyjnego Złota Tarka, festiwalu Jazz nad Odrą i Międzynarodowego Jazzowego Konkursu Skrzypcowego im. Zbigniewa Seiferta. Prowadził w Polskim Radiu audycje jazzowe „Trzy kwadranse jazzu” (Program III) i „Puls jazzu” (Program II).
Ok. 1970 zawarł związek małżeński z Jolantą Magdaleną Lenart, z którą miał córkę Martynę (ur. 1973).

## Filmografia
- 1980: Papaya – czyli skąd się biorą dziewczynki (komentarz, współpraca reżyserska)[13]
- 1986: Od raga do rocka z Joe Berendtem (współpraca)[13]

## Odznaczenia i wyróżnienia
- Brązowy Medal „Zasłużony Kulturze Gloria Artis” (2005)[14].
- Odznaka Honorowa Miasta Kalisza (2023)[15][16]
- Międzynarodowy Obywatel Honorowy Nowego Orleanu[1]

## Galeria

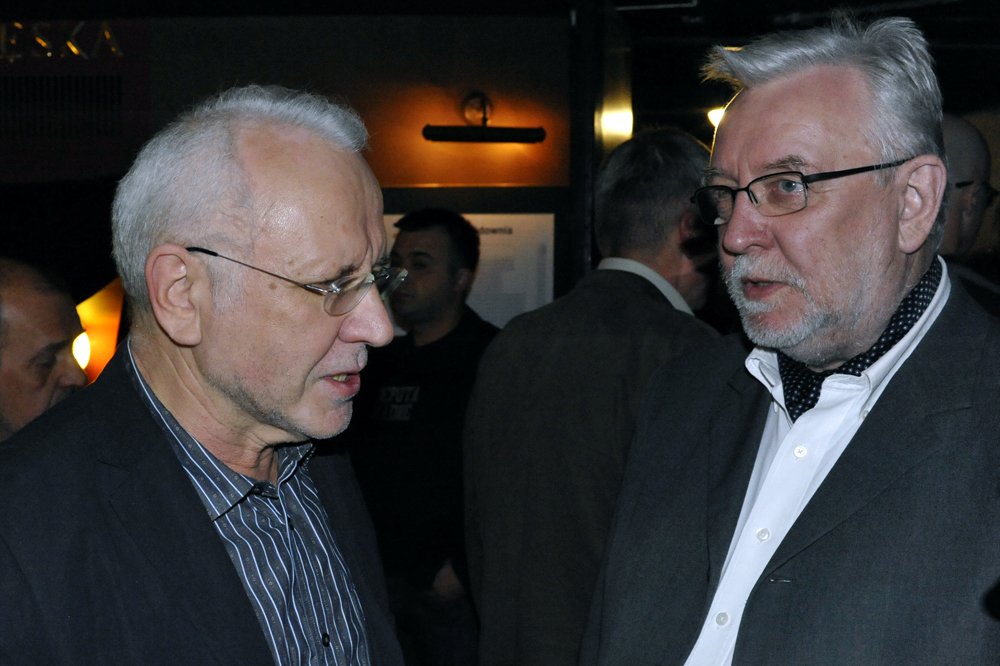
Paweł Brodowski i Jerzy Stępień, pasjonat jazzu i uczestnik ruchu jazzowego w Polsce.
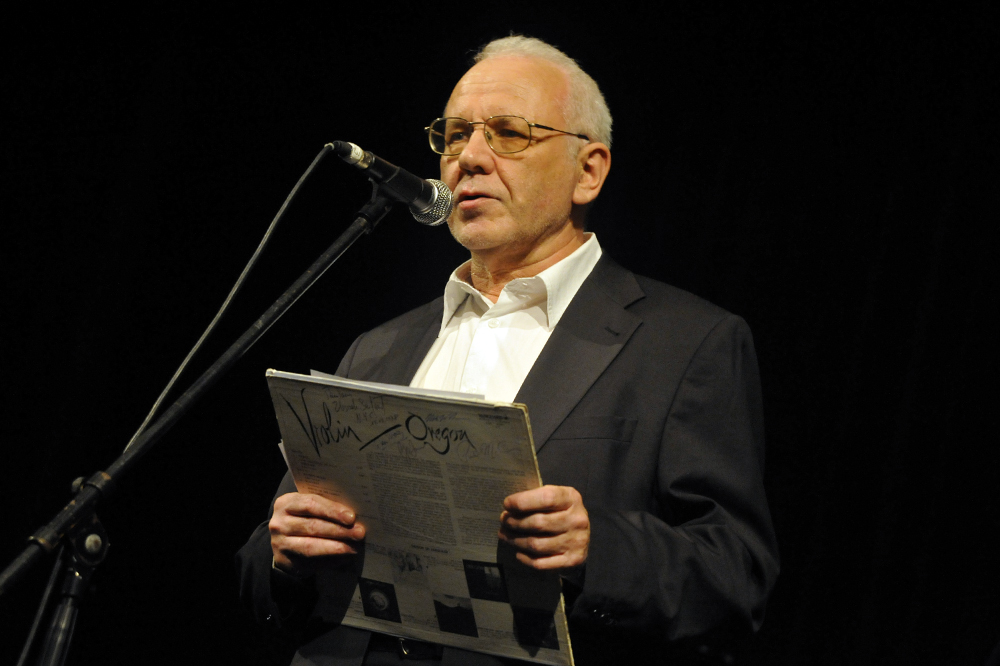
Paweł Brodowski zapowiada występ zespołu Oregon w ramach Jazz Jamboree 2010.
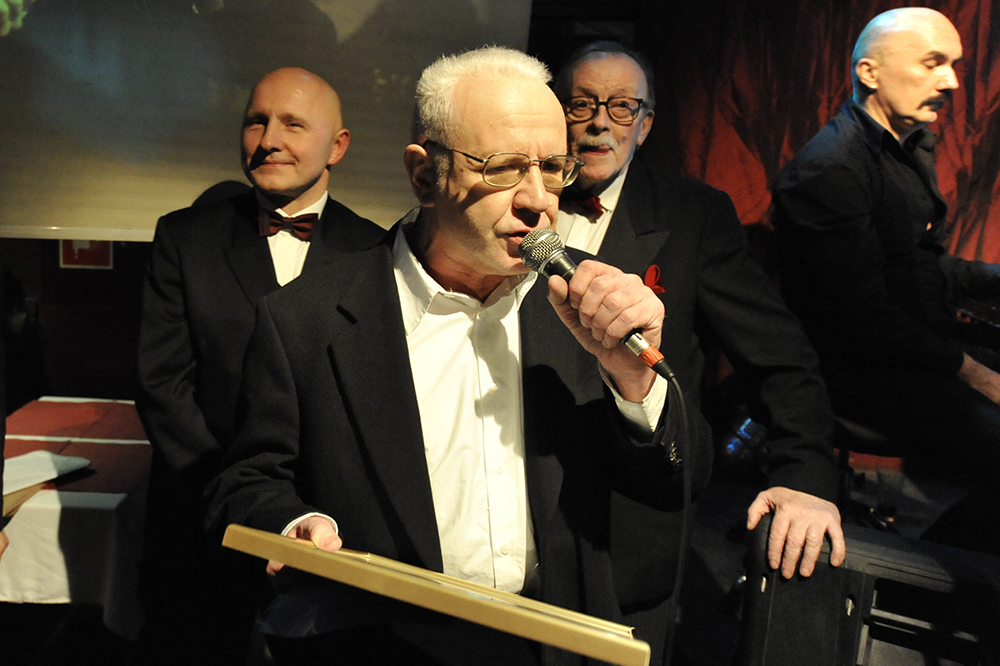
Paweł Brodowski wręcza dyplom dla najlepszego klubu jazzowego wg plebiscytu czytelników Jazz Forum gospodarzowi klubu Markowi Karewiczowi i szefowi klubu, Krzysztofowi Boguszewskiemu - styczeń 2011.